# Aesopida malasiaca
Aesopida malasiaca är en skalbaggsart som beskrevs av Thomson 1864. Aesopida malasiaca ingår i släktet Aesopida och familjen långhorningar.
Artens utbredningsområde är Laos. Inga underarter finns listade i Catalogue of Life.